# Sòstrat de Cnidos
Sòstrat de Cnidos (Sòstratus, Σώστρατος) fou un arquitecte i escultor grec que Plini esmenta com a contemporani de Lisip a l'olimpíada 114 (vers 323 aC). Probablement és el Sòstrat fill de Dexífanes de Cnidos, que va florir en temps d'Alexandre el Gran. Va construir per Ptolemeu I Sòter el Far d'Alexandria, tot i que aquest fet no és segur.
Segons Estrabó, la llegenda diu que com que el rei no li va permetre gravar el seu nom, el va deixar gravat en una pedra enterrada al damunt de la qual va posar una pedra amb el nom del rei, però Plini diu que el rei li va permetre posar el seu nom.
També va fer diverses obres a Cnidos que van embellir la ciutat.